# Stade Abdelkader-Allam
Pour les articles homonymes, voir Allam.
 (mars 2025).
Le stade Abdelkader Allam (en arabe : ملعب عبد القادر علام) est un stade de football situé dans la ville de Sidi Kacem au Maroc.
C'est l'enceinte de l'Union de Sidi Kacem.

## Histoire
Son nom provient d'un colonel née à Sidi Kacem, commandant de la force expéditionnaire du Maroc lors de la guerre du Kippour, il meurt durant les combats.